# عقد وکالت
عقد وکالت،یکی از عقود معینه است که در قانون مدنی ایران از ماده ۶۵۶ تا ۶۸۳ دربارهٔ آن صحبت شده و یکی از انواع عقود جایز به‌شمار می‌رود.
بنا بر تعریف ماده ۶۵۶ قانون مدنی: «عقد وکالت، عقدی است که به موجب آن یکی از طرفین طرف دیگر را برای انجام امری نایب خود می‌نماید.» طرفی که وکالت می‌دهد موکل یا اصیل می‌نامند و طرفی که وکالت به او داده شده و آن را می‌پذیرد وکیل است که نماینده موکل به حساب می‌آید. موکل می‌تواند برای انجام هر کاری که خود قادر به انجام آن است به شخص دیگری وکالت دهد مگر آنکه آن امر قائم به شخص باشد مانند ادای شهادت، سوگند، لعان و…
وکیل می‌تواند در مقابل عملی که انجام می‌دهد اجرت یا همان حق‌الوکاله دریافت کند و حتی می‌تواند این امر را مجانی انجام دهد.

## انواع وکالت
وکالت انواعی دارد که می‌توان به موارد زیر اشاره کرد.
- وکالت مطلق
- وکالت مقید
- وکالت عام
- وکالت خاص

## نحوه پایان عقد وکالت
عقد وکالت بنا به ماده ۶۷۸ به سه طریق پایان می‌یابد:
1. به عزل موکل
2. به استعفای وکیل
3. به موت، یا به جنون(حجر)وکیل یا موکل

البته باید دانست اگر وکالت بلاعزل داده شود دیگر نمی‌توان فرض عزل توسط موکل را متصور شد اما از آنجا که عقد وکالت نوعی عقد جایز است و عقد جایز با فوت و حجر هر یک از طرفین منفسخ می‌شود و به هم می‌خورد وکالت بلاعزل نیز با فوت و حجر هر یک از طرفین از بین می‌رود.
برای اینکه موکل بتواند به دادگاه وکیل معرفی کند لازم است که آن شخص معرفی شده وکیل دادگستری باشد. توجه نمایید هیچ وقت به وکلای کاری (اداری) وکالت بلاعزل ندهید مگر ضم امین یا ناظر تعیین کنید و اگر در فرم‌های چاپی وکالتی دفتر خانه‌ها نوشته شده ضمن عقد خارج لازم حتما عقد مذکور را قید کنند. موارد متعدد از وکالت بلاعزل حتی توسط نزدیکترین افراد به ضرر موکل عمل کرده‌اند.